# Río Pacuare
El río Pacuare es un río de Costa Rica, perteneciente a la vertiente del Atlántico. Con una longitud de 133 km, nace en los cerros Cuericí en la cordillera de Talamanca, a 3000 m s. n. m., desciende por las montañas hasta las llanuras del Caribe Central, en la provincia de Limón, y desemboca en el mar Caribe, entre la Boca del Parismina y la laguna Urpiano, cerca del río Matina. Son afluentes suyos los ríos Siquirres, Surú, Peje y Piedras Blancas entre otros. Por la exuberancia de la vegetación que lo rodea, y los numerosos rápidos que forma durante su descenso hacia las llanuras del Caribe, aptos para el rafting, el Pacuare es un importante atractivo turístico de Costa Rica. La cuenca del Pacuare se haya protegida por la Reserva Forestal Matina Pacuare.